# Irapuã
Irapuã este un oraș în São Paulo (SP), Brazilia.